# 麓谷公園駅
麓谷公園駅（ろくこくこうえんえき、中文表記: 麓谷公园站、英文表記: Lugu Park station）は、中華人民共和国湖南省長沙市岳麓区にある長沙地下鉄6号線の駅である。

## 駅周辺
- 麓谷公園
- 桐梓坡西路
- 麓楓路
- 湖南師範大学第二付属中学
- 湖南商務職業技術学院（中国語版）